# Mount Diablo
Der Mount Diablo ist ein Berg in Kalifornien und Teil der Diablo Range. Mit 1160 Metern ist er der höchste Punkt im Contra Costa County. Mount Diablo ist der Mittelpunkt des Mount Diablo State Park, einem 80 km² großen State Park. 
Der Berg erhielt den Namen Monte del Diablo durch die Spanier. Der kalifornische Staatsmann Mariano Guadalupe Vallejo übertrug den Namen ins Englische.

## Geografie
Der Mount Diablo liegt südlich der an der Suisun Bay gelegenen Stadt Concord bzw. östlich von Walnut Creek. Östlich des Massivs erstreckt sich in Nord-Süd-Richtung das Kalifornische Längstal.
Vom Gipfel aus kann man an einem klaren Tag im Osten die Berge der Sierra Nevada sehen und im Norden den südlichsten Berg der Cascade Range, den Lassen Peak, sowie die davor im Sacramento Valley gelegenen Sutter Buttes. Im Westen erkennt man die Golden Gate Bridge über der Bucht von San Francisco. 
Der Gipfel, auf dem sich mehrere Fernmeldeantennen und eine Vermessungsstation befinden, ist zu Fuß, mit dem Fahrrad oder mit dem Auto erreichbar. Die Zufahrt mit dem Auto ist kostenpflichtig. Der Streckenrekord von Danville zum Gipfel beim jährlich durchgeführten Diablo Challenge-Radrennen ist 43 Minuten, 33 Sekunden.